# Col Sonora
Le col Sonora (Sonora Pass en anglais) est un col de montagne de la Sierra Nevada, situé à 2 939 mètres d'altitude, en Californie, aux États-Unis.